# Monomma natalense
Monomma natalense is een keversoort uit de familie somberkevers (Zopheridae). De wetenschappelijke naam van de soort werd in 1924 gepubliceerd door Maurice Pic.